# Allot (Unternehmen)
Allot Ltd (hebräisch אַלּוֹט בָּעָ״מ Allōṭ BaʿAM), ehemals Allot Communications, ist ein israelisches Unternehmen, das Telekommunikations- und Unternehmenssoftware entwickelt. Der Hauptsitz des Unternehmens befindet sich in Hod haScharon, Israel.

## Geschichte
Allot wurde 1996 von Michael Shurman und Yigʾal Jacoby gegründet. 2004 konnte die Firma im Laufe mehrerer Finanzierungsrunden insgesamt 38 Millionen Dollar von mehreren Investmentfonds beschaffen. Seit November 2006 wird das Unternehmen am Nasdaq Global Market unter dem Symbol ALLT öffentlich gehandelt. Im Laufe des Börsenganges erhielt das Unternehmen weitere 78 Millionen Dollar von Investoren. Im November 2010 wurde Allot im Rahmen eines Zweitlistings an der Börse Tel Aviv zugelassen.
Im Jahre 2012 erwarb Allot das in San Diego ansässige Unternehmen Ortiva Wireless, das sich auf die Optimierung von Streaming über drahtlose Netzwerke spezialisiert hat, und Oversi Networks, einen globalen Anbieter von Rich-Medien-Zwischenspeicherung und Content-Bereitstellung für Internetvideo- und Peer-to-Peer-Verkehr (P2P).
Im Februar 2015 erwarb Allot Optenet, ein IT-Sicherheitsunternehmen, das Security-as-a-Service-Produkte für Dienstleistungsanbieter und Unternehmen bietet, für 6,5 Millionen US-Dollar.
Im Januar 2018 wurde Netonomy, ein Entwickler von softwarebasierter Cybersicherheit für smartes Zuhause, von Allot übernommen.
Im Februar 2022 arbeitete Allot mit Amazon Web Services zusammen und erhielt eine private Finanzierung in Höhe von 40 Millionen US-Dollar von Lynrock Lake Master Fund LP. Im Mai trat Allot in eine Partnerschaft mit Singtel, einem Telekommunikationskonglomerat aus Singapur, um den kleinen und mittleren Unternehmen (SMB) von Singtel Cybersicherheitsdienste anzubieten.